# Issa Amro
Issa Amro (en árabe:, عيسى عمرو) (Hebrón, 13 de abril de 1980) es un activista palestino defensor los derechos humanos. Es cofundador y excoordinador del movimiento de base Jóvenes Contra los Asentamientos. Amro aboga por el uso de la resistencia no violenta y la desobediencia civil en la lucha contra la ocupación israelí de Palestina, y ha sido arrestado y atacado en numerosas ocasiones tanto por las autoridades israelíes como por las de la Autoridad Nacional Palestina. Ha sido nominado al premio Nobel de la Paz.

## Activismo

### Comienzos
Issa Amro creció en la Ciudad Vieja de Hebrón, cerca de la calle Shuhada, en una zona que ahora está vedada a los palestinos. Según relata Ben Ehrenreich en The Way to the Spring, su padre, maestro de escuela, trasladó a su familia a la zona de Hebrón controlada por los palestinos durante la Primera Intifada, cuando Amro tenía siete años.
Dos años después del inicio de la Segunda Intifada, el ejército israelí declaró la Universidad Politécnica de Palestina zona militar cerrada y selló sus entradas. Amro, que entonces estaba en su último año de carrera de ingeniería, decidió actuar contra el cierre. Con la ayuda de otros estudiantes de la universidad, Amro organizó acciones de resistencia no violenta y desobediencia civil durante medio año, incluidas protestas y manifestaciones, encierros en las aulas, sentadas y clases en presencia de soldados israelíes. La campaña fue un éxito y la universidad fue reabierta en junio.

Amro describe esta victoria como su puerta de acceso a la resistencia contra la ocupación. Se inspiró en conocidos defensores de los derechos humanos como Martin Luther King, Mahatma Gandhi y Nelson Mandela. En un artículo para The Guardian, declaró:
«Me convencí de que su método no violento era la mejor estrategia para la resistencia comunitaria. Además, la no violencia significaba que cada palestino tenía un papel (...). Mi campaña, toda mi filosofía, todo lo que hago ahora, se basa en estas ideas».
Amro pasó a formar parte de la ONG israelí B'Tselem y ganó el premio One World Media en 2009 por el proyecto "Shooting Back", que coordinó en Hebrón. El proyecto distribuyó cámaras a los vecinos palestinos de la ciudad con el fin de documentar las violaciones de derechos humanos cometidas por soldados y colonos israelíes. En 2008, al propio Amro le impidieron documentar los disturbios de los colonos israelíes, tras lo que fue golpeado y arrestado por el ejército israelí.

### Jóvenes Contra los Asentamientos

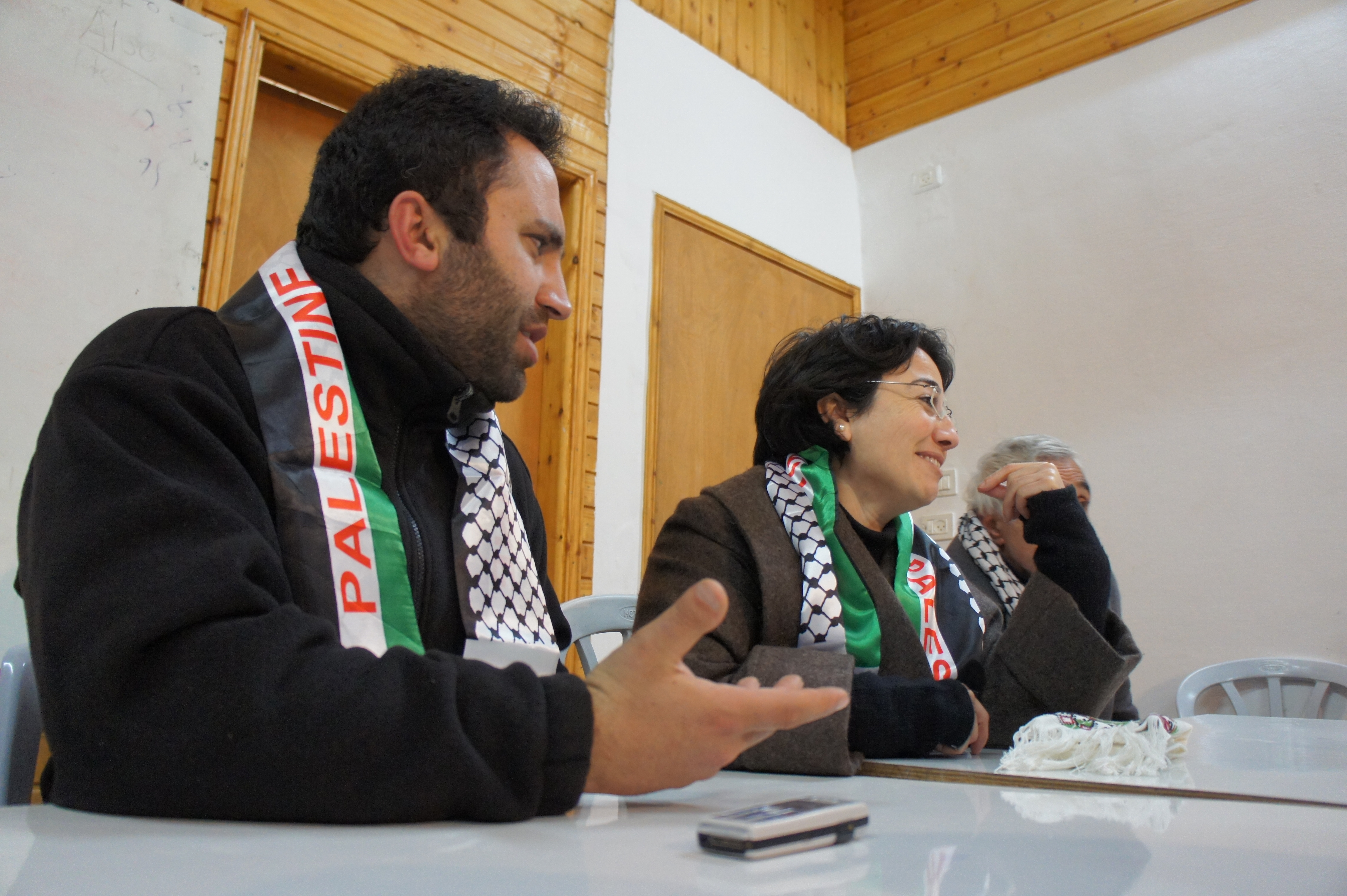
Issa Amro y Haneen Zoabi, dentro de la sede Jóvenes Contra los Asentamientos (Hebrón, febrero de 2012).

Amro es el coordinador de Jóvenes Contra los Asentamientos (JCA), que describe como su principal proyecto para hacer partícipes a los jóvenes palestinos de la resistencia no violenta contra la ocupación israelí. En más de una ocasión ha afirmado que su sueño es ver la no violencia utilizada como metodología para una resistencia palestina masiva contra la ocupación. Por este motivo, cofundó JCA en 2007 como un grupo que documenta y protesta contra las violaciones de derechos humanos. La principal campaña del grupo es Open Shuhada Street, que pide el fin de los cierres y restricciones impuestas en la principal calle de Hebrón, que ha sido declarada por el ejército israelí "zona esterilizada", es decir, de acceso solo para judíos o turistas. La campaña se lleva a cabo en varios países del mundo.

### De 2010 a 2015
En 2010 fue declarado «defensor de los derechos humanos del año en Palestina» por la Oficina del Alto Comisionado de las Naciones Unidas para los Derechos Humanos. En 2013, el Consejo de Derechos Humanos de las Naciones Unidas expresó su preocupación por su seguridad y bienestar debido al acoso que sufre por parte de soldados y colonos israelíes y por una serie de detenciones arbitrarias a las que se vio sujeto.

### Desde 2015
Durante el aumento de la violencia en Palestina en el otoño de 2015, Amro trabajó para disuadir a los jóvenes palestinos de llevar a cabo ataques con cuchillos: en su lugar, abogó por un enfoque no violento de la resistencia. En aquel momento declaró que se sentía más preocupado que nunca por la posibilidad de recibir un disparo del ejército israelí.

En la sesión ordinaria del Consejo de Derechos Humanos de la ONU de septiembre de 2015, Amro dijo que estaba «extremadamente preocupado» por la situación en Palestina y afirmó que «la violencia que ha estallado en las últimas semanas (...) sólo podrá terminar cuando se aplique el derecho internacional». Mencionó el caso de Hadil Hashlamoun, de 18 años, que el 22 de septiembre de ese año había sido asesinada a tiros por las fuerzas israelíes, y cuya muerte fue denunciada como una «ejecución extrajudicial» por Amnistía Internacional:
«Señor presidente, yo estaba allí cuando se llevaron su cuerpo y vi a los colonos y a los soldados regocijarse por su muerte. Necesitamos urgentemente una investigación internacional imparcial sobre su caso», afirmó Amro.
Amro escribió un artículo para el Huffington Post en respuesta al asesinato de Abdel Fattah al-Sharif en marzo de 2016. B'Tselem había publicado un vídeo que demostraba que el soldado israelí Elor Azaria había disparando a quemarropa a Abdel Fattah al-Sharif en la cabeza mientras el palestino yacía herido en el suelo. En su artículo, Amro describió que él mismo había sido custodiado por Azaria durante siete horas durante un arresto en marzo, antes del asesinato. Amro no consideraba que el soldado fuera «especialmente fanático o extremista». En cambio, achacó el incidente a la normalización del odio antipalestino dentro del ejército israelí y al primer ministro de Israel, Benjamín Netanyahu, por «apretar gatillos verbales que incitan al odio» y negar la libertad del pueblo palestino con sus políticas.

## Acoso y arrestos

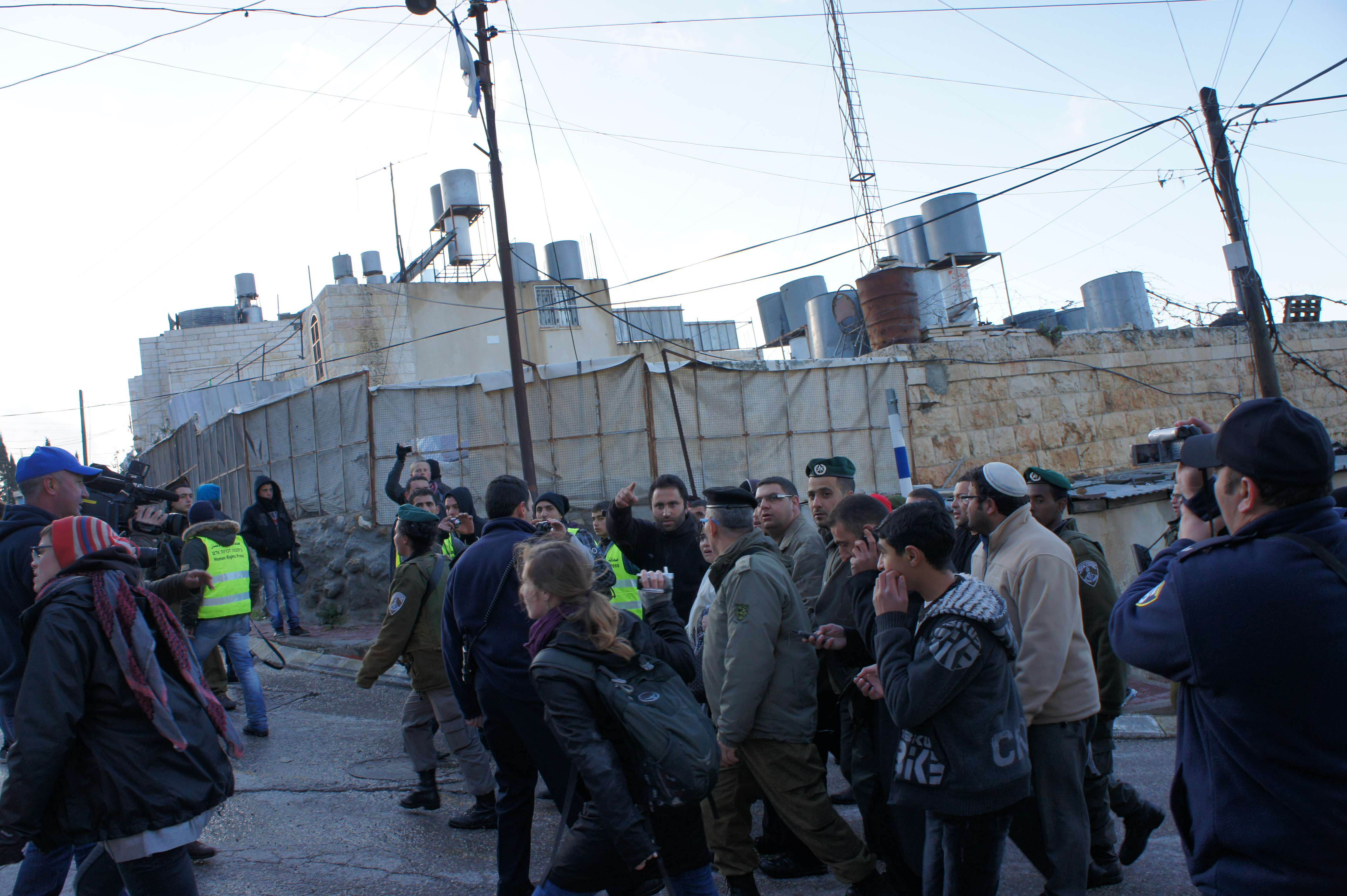
Issa Amro y Haneen Zoabi rodeados de colonos y soldados israelíes en Hebrón (2012).

En un artículo escrito para The Nation, Amro afirmó: «Me han arrestado más veces de las que puedo contar por mi resistencia no violenta en favor de los derechos humanos».
En 2013, el ejército israelí llevó a cabo un "ejercicio de entrenamiento" en su casa sin previo aviso: «15 soldados entraron de repente en el patio familiar alrededor de las 9 de la noche. Con cascos, chalecos antibalas y armas, utilizaron una escalera para entrar a la casa desde una ventana del piso de arriba».
En una declaración de 2013, el Consejo de Derechos Humanos de la ONU abordó la cuestión del acoso continuo a Amro. Con respecto a dicho acoso, Juan E. Méndez, relator especial de las Naciones Unidas sobre la tortura, expresó su profunda preocupación por «la vida, la integridad física y el desgaste psicológico que está teniendo en su salud y su familia».
En los años previos a dicha declaración, Amro había sido arrestado un total de veinte veces durante 2012 (en ninguna de las cuales se presentaran cargos contra él) y otras seis veces más en 2013. El 8 de julio de 2013, «soldados israelíes supuestamente golpearon a Issa Amro, le fotografiaron en una camilla y amenazaron con dispararle. Estuvo hospitalizado durante más de cinco horas y se le citó en la misma comisaría al día siguiente». El informe del Consejo de Derechos Humanos de la ONU también mencionaba una reciente «serie de amenazas de muerte por parte de organizaciones de colonos» contra él.
La relatora especial sobre la situación de los defensores de los derechos humanos, Margaret Sekaggya, calificó lo sufrido por Amro como una «campaña inaceptable de acoso, intimidación y represalias». El informe de la ONU también mencionaba una redada israelí realizada contra la sala de prensa de Jóvenes Contra los Asentamientos en julio de 2013, durante la cual soldados israelíes supuestamente dispararon a Amro y otros tres activistas. La Relatora Especial sobre los derechos a la libertad de reunión pacífica y de asociación, Maina Kiai, pidió protección para los miembros de Jóvenes Contra los Asentamientos y que «los responsables de los actos inaceptables contra el Sr. Amro rindan cuentas».
Además de los incidentes citados en el informe de Naciones Unidas, el político de ultraderecha israelí Baruch Marzel fue acusado de un ataque contra Amro el 8 de febrero de 2013. Entró en la casa de este y le agredió por «motivos desconocidos». Amro fue arrestado ese día como resultado del suceso y luego puesto en libertad.
En 2014, el diario israelí Haaretz informó de que un soldado israelí le había que solo protegía a los judíos, tras lo que procedió a insultar a Amro y amenazó con dispararle.

### Juicio
El 26 de febrero de 2016, Amro participó en una manifestación no violenta pidiendo el fin de las restricciones impuestas en la calle Al-Shuhada de Hebrón. Unos días más tarde, el 29 de febrero, mientras hablaba con un grupo de turistas de la organización pacifista israelí Breaking the Silence, Amro fue arrestado y llevado al centro de detención del asentamiento de Gush Etzion. Allí fue acusado de incitación a la violencia y de haber organizado protestas que Israel considera ilegales. Fue puesto en libertad al día siguiente, después de que se le notificara que debía esperar una citación para comparecer ante un tribunal. Al parecer, un agente de policía le dijo que no había fundamentos legales para su detención, pero que había recibido órdenes de sus superiores para llevarla a cabo. Amnistía Internacional emitió una nota de prensa sobre el arresto de Amro en la que exigía al gobierno israelí que «cese su intimidación contra los defensores de los derechos humanos».

El 15 de julio de 2016, Jóvenes Contra los Asentamientos comenzó a construir un cine en Hebrón en cooperación con el Centro Judío para la No Violencia. Fueron atacados por el ejército y la policía israelíes. Poco después, Amro fue acusado por un tribunal militar israelí de 18 cargos distintos relacionados con supuestas infracciones legales cometidas entre 2010 y 2016. Los cargos incluían «insultar a un soldado», «escupir en dirección a un colono» y «acceder a una zona militar cerrada», entre otros. Se presentaron 38 testigos en su contra. La abogada israelí de Amro, la exdiputada Gabi Lasky, declaró que:
«...el hecho de que, en este caso, haya sido liberado decenas de veces a lo largo de los años sin acusación alguna, y de repente se le entregue una acusación que recoge todas las conductas por las que fue liberado, parece sin duda un asunto de persecución política».
Un portavoz del ejército israelí declaró que Amro había
«participado en disturbios, ataques a soldados e incitación a la violencia y había impedido a las fuerzas de seguridad hacer su trabajo».
El exrelator especial de la ONU sobre Palestina, Richard Falk, firmó un llamamiento urgente el 21 de septiembre de 2016, coordinado por la ONG israelí Scales for Justice. Este llamamiento fue enviado a Zeid Ra'ad Al Hussein, Alto Comisionado de las Naciones Unidas para los Derechos Humanos, y pedía que se retirasen los cargos contra Amro y que se pusiera fin al acoso contra él. Otras peticiones para el caso de Amro estuvieron lideradas por organizaciones como Jewish Voice for Peace y Code Pink: Women for Peace, quienes señalaron que la tasa de condenas de palestinos por parte del tribunales militares israelíes es superior al 99%. Amro habría sido juzgado el 25 de septiembre de 2016, pero su juicio fue pospuesto. Los escritores Michael Chabon y Ayelet Waldman escribieron acerca del juicio de Amro en un artículo de The New York Times titulado “Quién teme a la no violencia”, en el que condenaron los cargos presentados contra él. En mayo de 2017, un grupo de cuatro senadores estadounidenses y 32 congresistas, encabezados por el senador por Vermont Bernie Sanders, escribieron al secretario de Estado Rex Tillerson pidiéndole que instara a las autoridades israelíes a retirar los cargos contra Amro.

### Arresto por parte de la Autoridad Nacional Palestina
El 2 de septiembre de 2017, Issa Amro fue arrestado por la policía de la Autoridad Nacional Palestina acusado de violar la nueva ley de «delitos informáticos». Amro había denunciado «en Facebook el arresto de un periodista que pedía la dimisión del presidente de la Autoridad Nacional Palestina», acto considerados equivalentes a una crítica contra la propia Autoridad Nacional Palestina. El presidente, Mahmoud Abbas, había sido criticado por el decreto en virtud del cual Amro fue arrestado, que utiliza términos ambiguos como «dañar la unidad nacional» y referencias al «tejido social». Amro se ha quejado de que el decreto es un ataque a la libertad de expresión, mientras que la abogada palestina Diana Buttu señaló los paralelismos entre las acciones de la Autoridad Nacional Palestina y la represión de Israel de la resistencia contra la ocupación, y afirmó:
La aprobación de esta ley y las subsiguientes acciones de la Autoridad Nacional Palestina dejan claro que ni Israel ni la Autoridad tolerarán la disidencia.
El 9 de septiembre de 2017, Issa Amro fue puesto en libertad bajo fianza tras una avalancha de protestas ante la Autoridad Nacional Palestina por parte de ONG de derechos humanos. En marzo de 2019, Amnistía Internacional exigió que las autoridades palestinas retirasen todos los cargos en su contra y añadió: «Es vergonzoso que Issa Amro se enfrente a una pena de prisión simplemente por expresar sus opiniones promoviendo los derechos humanos online».
A finales de septiembre de 2017, tras ser puesto en libertad bajo fianza, Amro se reunió con Bernie Sanders y con otros miembros del Congreso en Washington D. C.

### Ataque de 2023
El 13 de febrero de 2023, un soldado israelí agarró del cuello a Issa Amro y lo arrojó al suelo mientras estaba siendo entrevistado por el periodista estadounidense Lawrence Wright, de la revista The New Yorker. El soldado fue arrestado durante diez días por el ataque.

### Ataque de 2025
En mayo de 2025, tras haber aparecido en un documental de la BBC llamado The Settlers, soldados israelíes vestidos con pasamontañas atacaron la casa de Amro. Poco después, un grupo de colonos violentos hicieron lo mismo bajo la protección de los soldados. Los colonos atacaron a un activista, talaron el árbol que había en su jardín, y robaron herramientas y contenedores para la basura.